# 円都通信
円都通信（いぇんたうんつうしん）は、映像作家、岩井俊二の公式Web名。及び、岩井俊二がプロデュースするラジオ番組名。
現在、ラジオ番組名は「最終映像 final cut」と変更し、ネットラジオとして放送中。

## 概要
円都通信（ラジオ版）では、俳優、著名人など、映画に精通した人との対談を放送。
映画の極意から製作の裏話までを聞くPRODUCERS（プロデューサーズ）というコーナーや、プレイワークス発信のSEEDS OF MOVIESというラジオドラマが人気のコーナー。このSEEDS OF MOVIESで扱われた作品のうち、『虹の女神』が2006年に、『BANDAGE バンデイジ』が2010年に映画化された。

### PRODUCERS
（ナビゲーター：岩井俊二、渡辺あや 他）

### ゲスト
仙頭武則、鈴木敏夫、李鳳宇、小椋悟、山本又一朗、石原隆、久保田修、佐谷秀美、河井信哉、一瀬隆重

### SEEDS OF MOVIES（ラジオドラマ）
- 「J.C」（2004年）
- 「朝日の陰で朝食を」（2004年5月20日 - ）
- 「カルシウム」（2004年7月1日 - ）
- 「日時計」（2004年7月15日 - ）
- 「少女毛虫」（2004年9月9日 - ）
- 「メロス」（2004年11月3日 - ）
- 「ラッセ・ハルストレムがうまく言えない」（2004年12月8日 - ）
- 「BANDAGE」（2005年2月2日 - ）
- 「虹の女神」（2005年4月9日 - ）
- 「サブライム」（2005年7月9日 - ）
- 「MY LITTLE HONDA」（2005年9月3日 - ）
- 「ひまわり」（2005年11月12日 - ）
- 「爆発シネマ野郎」（2006年2月11日 - ）
- 「東京安息日」（2006年4月29日 - ）
- 「浅知恵ドライブ」（2006年8月5日 - ）
- 「浮男の宴」（2006年10月26日 - ）

### その他の俳優ゲスト
伊藤歩、大沢たかお、三上博史 他